# Biron (Érezée)
Pour les articles homonymes, voir Biron.
Biron est un hameau belge de la commune d'Érezée située en province de Luxembourg.
Avant la fusion des communes de 1977, Biron faisait partie de la commune de Soy.

## Situation
Ce hameau se trouve à l'extrémité ouest de la commune d'Érezée dans la région calcaire de la Calestienne à la limite de l'Ardenne. Le centre historique du hameau se situe à 4 km de Soy, à 5 km de Barvaux-sur-Ourthe, à 6 km de Hotton et à 9 km d'Érezée. Les hameaux voisins sont Ny et Oppagne. La route nationale 86 Aywaille - Marche-en-Famenne passe à proximité du hameau.

## Description
Plusieurs fermes en pierre calcaire du XVIIIe siècle et du XIXe siècle sont visibles dans le hameau. Certaines possèdent des colombages.
La chapelle Saint-Pierre-aux-Liens a été construite en brique et pierre de taille au sommet d'une butte rocheuse en 1874 sur les ruines d'une précédente chapelle du XVIe siècle. On y trouve, entre autres, un confessionnal en bois datant de l'an 1700 environ et des fonts baptismaux en pierre calcaire du XVIIe siècle.
Le château de Biron a été bâti en 1908 en brique et pierre de taille pour le Baron et la Baronne Ignace de Viron. Il est situé au nord du hameau.
Dans une zone boisée située au sud-ouest du hameau, se trouvent les Hayettes, quartier très étendu principalement occupé par des secondes résidences. Ce quartier est traversé par la N.86.

## Histoire
On a découvert à Biron des tombes gallo-romaines.